# João Barrento
João Barrento (Alter do Chão, 26 de abril de 1940) é um ensaísta, crítico literário, cronista e tradutor português.

## Biografia
João Barrento licenciou-se em Filologia Germânica pela Faculdade de Letras da Universidade de Lisboa (1958–64), tendo elaborado uma dissertação sobre a obra do dramaturgo inglês Harold Pinter (Entre a Palavra e o Gesto. Interpretação do Teatro de Harold Pinter. Lisboa, 1964).
De 1965 a 1968, foi leitor de Português na Universidade de Hamburgo e, mais tarde, leitor de Alemão na Faculdade de Letras de Lisboa. Tornou-se tradutor literário de língua alemã. De 1986 até aposentar-se, foi professor de literatura alemã e comparada na Faculdade de Ciências Sociais e Humanas da Universidade Nova de Lisboa. É também tradutor de literatura e filosofia de língua alemã. Traduziu e prefaciou dezenas de autores de língua alemã, da Idade Média à atualidade, particularmente de poesia moderna e contemporânea, além de obras de ficção, filosofia e teatro.

## Publicações
Entre as suas publicações encontram-se, entre outras obras, traduções, ensaios e crónicas. 

### Traduções
João Barrento tem realizado traduções de Goethe, Robert Musil, Hugo von Hofmannsthal, Erich Fried, Michael Krüger, Gottfried Benn, Christa Wolf, Paul Celan, Johannes Bobrowski, Thomas Bernhard, Georg Trakl, Peter Handke, Heiner Müller. Além disso, traduziu e organizou antologias de textos e poemas de língua alemã. É também autor de livros de divulgação da literatura portuguesa na Alemanha. 

### Ensaios, crônicas e teoria
- Realismo-Materialismo-Utopia: Uma Polémica (Lukács, Bloch, Brecht, Eisler), 1978
- História Literária: Problemas e Perspectivas, 1983
- Fausto na Literatura Europeia, 1984
- O Espinho de Sócrates: Modernismo e Expressionismo, 1987
- A Poesia do Expressionismo Alemão, 1989
- Literatura Alemã: Textos e Contextos (1700-1900), 1989
- Goethe: Vida, Obra, Época/ Goethe em Portugal, 1991
- A Palavra Transversal. Literatura e Ideias no Século XX, 1996
- A Literatura Portuguesa depois da Revolução, 1998
- Uma Seta no Coração do Dia, 1998
- António Aleixo : «a dor também faz cantar...», 2003
- Origem do drama trágico Alemão, 2004
- O Arco da Palavra. Ensaios.  S. Paulo: Escrituras, 2006
- A escala do meu mundo (crónica), 2006
- Na Dobra do Mundo. Escritos llansolianos. Lisboa: Mariposa Azual, 2008;
- O género intranquilo : anatomia do ensaio e do fragmento. Lisboa: Assírio & Alvim, 2010
- O mundo está cheio de deuses. Crise e crítica do contemporâneo. Lisboa: Assírio & Alvim, 2011. [2]
- Geografia Imaterial. Dois ensaios sobre a poesia (com fotografias de Vina Santos). Lisboa: Mariposa Azul (no prelo).
- Limiares. Sobre W. Benjamin. Florianópolis, Ed. UFSC. Com CD-ROM Diário para W. B., manuscrito, com colagens (no prelo) [1]

## Prêmios e distinções
Ao longo da sua carreira foi distinguido com: 
- 1979 - Prêmio Calouste Gulbenkian da Academia das Ciências de Lisboa, para a Tradução de Poesia
- 1993 - Grande Prêmio de Tradução do PEN Clube Português/Associação Portuguesa de Tradutores, pela tradução da obra de Goethe
- 1996 - Prêmio de Ensaio "Jacinto do Prado Coelho", da Associação Internacional de Críticos Literários - Secção Portuguesa
- 1996 - Grande Prêmio de Ensaio Literário da Associação Portuguesa de Escritores (APE)
- 1999 - Grande Prêmio de Tradução do PEN Clube Português /Associação Portuguesa de Tradutores, pela tradução integral do Fausto
- 2001 - Prêmio de Ensaio do PEN Clube
- 2005 - Prêmio de Tradução Científica e Técnica da União Latina, pelo 1º volume da edição de Walter Benjamin
- 2006 - Grande Prêmio de Crônica da APE (Associação Portuguesa de Escritores)
- 2010 - Prêmio de Tradução do Ministério da Cultura da Áustria, pela tradução de O Homem sem Qualidades, de Robert Musil
- 2010 - Prémio D. Dinis, da Fundação da Casa de Mateus, pelo livro O Género Intranquilo. Anatomia do ensaio e do fragmento
- 2011 - Prémio P.E.N. Clube Português de Ensaio
- 2023 - Prémio Camões [4]

Foi agraciado com: 
- 1991 - Cruz de Mérito Alemã
- 1998 - Medalha Goethe